# Venturosa
Venturosa este un oraș în Pernambuco (PE), Brazilia.